# Distrito electoral de Concord (condado de Hayes, Nebraska)
Concord (en inglés: Concord Precinct) es un distrito electoral ubicado en el condado de Hayes en el estado estadounidense de Nebraska. En el Censo de 2010 tenía una población de 28 habitantes y una densidad poblacional de 0,28 personas por km².

## Geografía
Concord se encuentra ubicado en las coordenadas 40°39′17″N 100°56′59″O / 40.65472, -100.94972. Según la Oficina del Censo de los Estados Unidos, Concord tiene una superficie total de 98.38 km², que corresponden a tierra firme.

## Demografía
Según el censo de 2010, había 28 personas residiendo en Concord. La densidad de población era de 0,28 hab./km². De los 28 habitantes, Concord estaba compuesto por el 100% blancos.